# Viticus
Viticus est un groupe de hard rock argentin, originaire de Tigre, Buenos Aires.

## Biographie
Le groupe est formé par le musicien Víctor Bereciartúa (Vítico),. Il s'agit d'un projet personnel qui mêle rock des années 1970, blues et rock sureño.
En 2003, il sort un premier album studio, intitulé Viticus, qui comprend douze morceaux. En mars 2006, il sort Super, deuxième enregistrement du groupe, qui comprend des reprises (de Robert Johnson et Willie Dixon) et un morceau live Mucho por hacer enregistré à l'Estadio Obras Sanitarias. Il est nommé meilleure révélation rock aux Premios Gardel 2007, perdant face à Rubén Rada. En 2008 sort Viticus III, troisième album du groupe, qui est joué à Buenos Aires, Córdoba, Rosario et à divers festivals, comme le Pepsi Music, auquel ils ont joué en 2005.
Leur nouvel album, Rock local,, est publié en 2011. Il est produit par Sebastián Bereciartúa, avec Vitico, et comprend douze morceaux.  cette période, la formation comprend Nicolás Bereciartúa, Sebastián Bereciartúa, Ariel Rodríguez et Jerónimo Sica. Nicolás Bereciartúa quitte le groupe et est remplacé par un nouveau guitariste, Gaston Videla.
En août 2017 sort l'album Equilibrio. En septembre la même année, Sebastián Bereciartúa abandonne le groupe qui devient ainsi un power trio.

## Membres

### Membres actuels
- Vitico - chant, basse
- Jerónimo Sica - batterie
- Gaston Videla - guitare

### Anciens membres
- Nicolás Bereciartúa - guitare
- Sebastián Bereciartúa
- Ariel Rodríguez - chant, guitare
- Francisco Isola - batterie
- Martín Urionagüena - batterie

## Discographie
- 2003 : Viticus
- 2006 : Super
- 2008 : Viticus III
- 2011 : Rock local
- 2013 : V10 CLASICO (CD+DVD)
- 2017 : Equilibrio